# Parc national Grande Fatra
Le parc national Grande Fatra  (en slovaque : Národný park Veľká Fatra) est situé dans le nord-ouest de la Slovaquie dans le massif des Veľká Fatra. Administrativement, il est en partie sur la région de Žilina et sur celle de Banská Bystrica sur les districts de Ružomberok, Martin, Turčianske Teplice et Banská Bystrica.

## Géographie
Le parc fait partie de la chaîne de montagnes des Carpates occidentales. Il est situé dans son entièreté dans une zone de massif montagneux qui culmine à 1 592 m au mont Ostredok. Le parc protège une chaîne de montagnes avec un pourcentage élevé de forêts des Carpates bien préservées, avec des hêtres européens dominants, qui couvrent 90% de la superficie, en combinaison avec des pâturages de bétail datant des XVe et XVIIe siècles.
Le village de Vlkolínec, classé au patrimoine mondial de l’UNESCO, avec ses cabanes en rondins bien conservées, se trouve à proximité.

## Faune
Divers rochers et donc divers sols, divers types de terrains avec de douces prairies et pâturages, des falaises abruptes et des vallées profondes fournissent une flore et une faune extrêmement riches. Toutes les espèces de grands carnivores d’Europe centrale y vivent abondamment : ours bruns, loups et lynx.

## Galerie

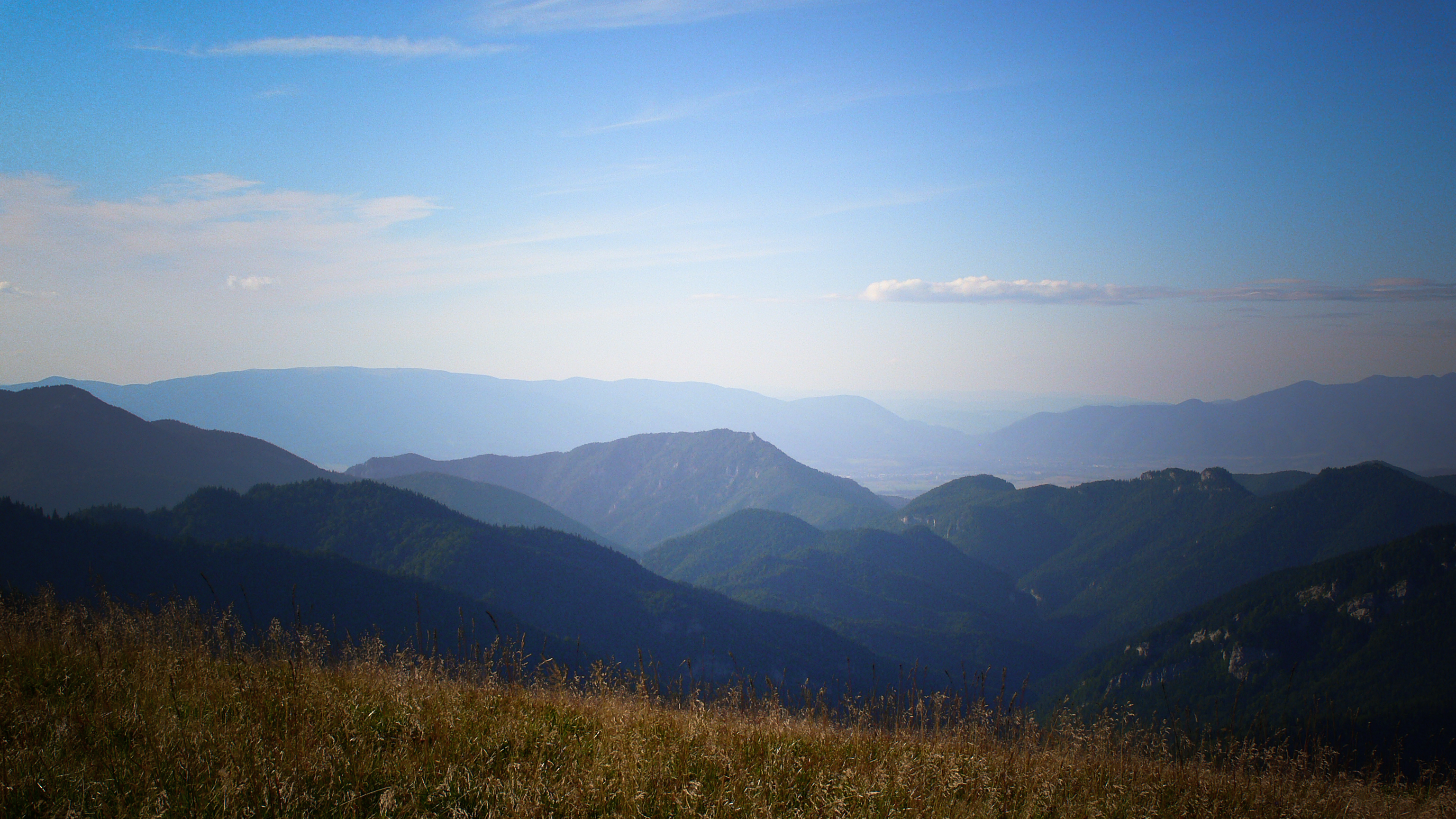
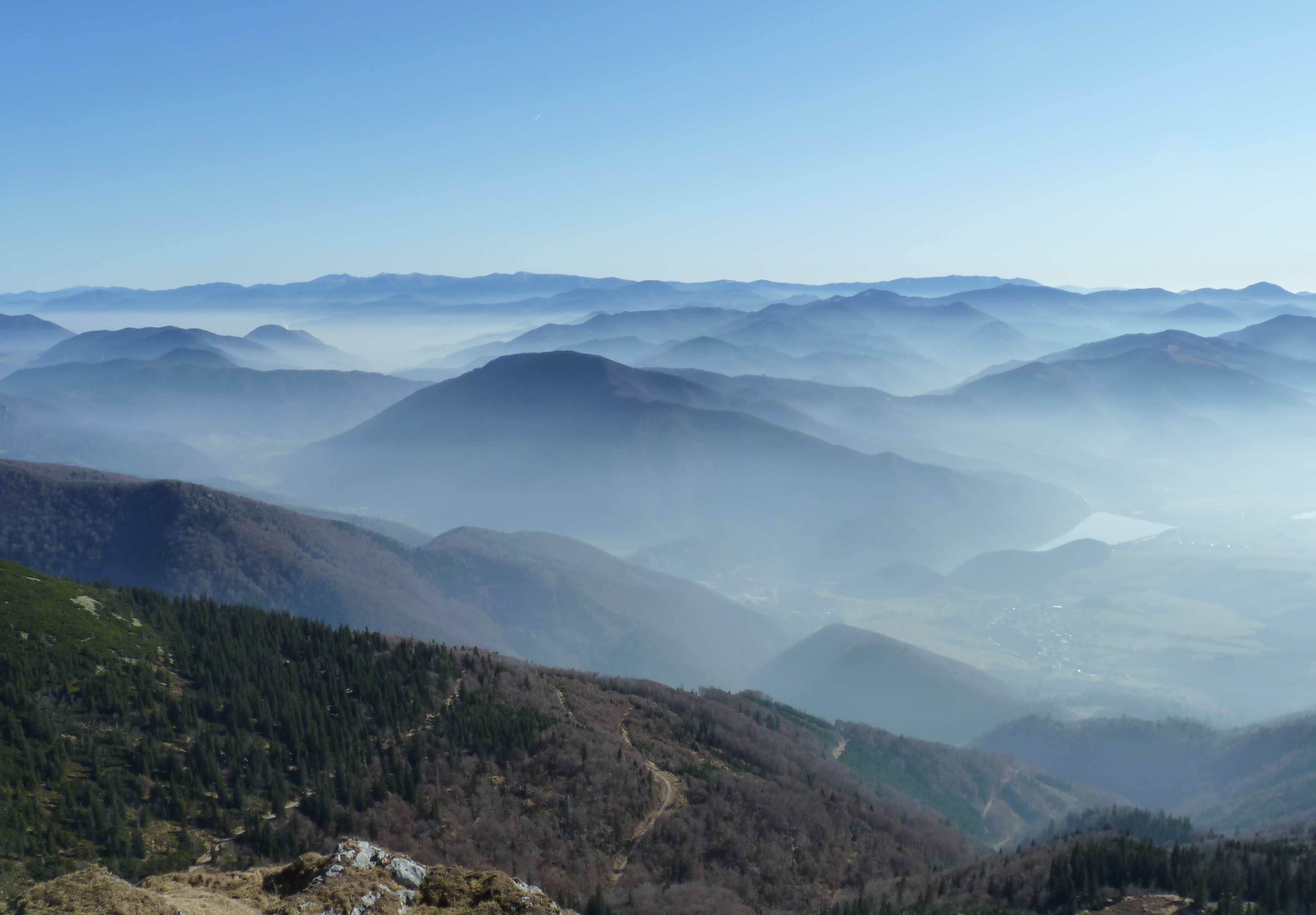
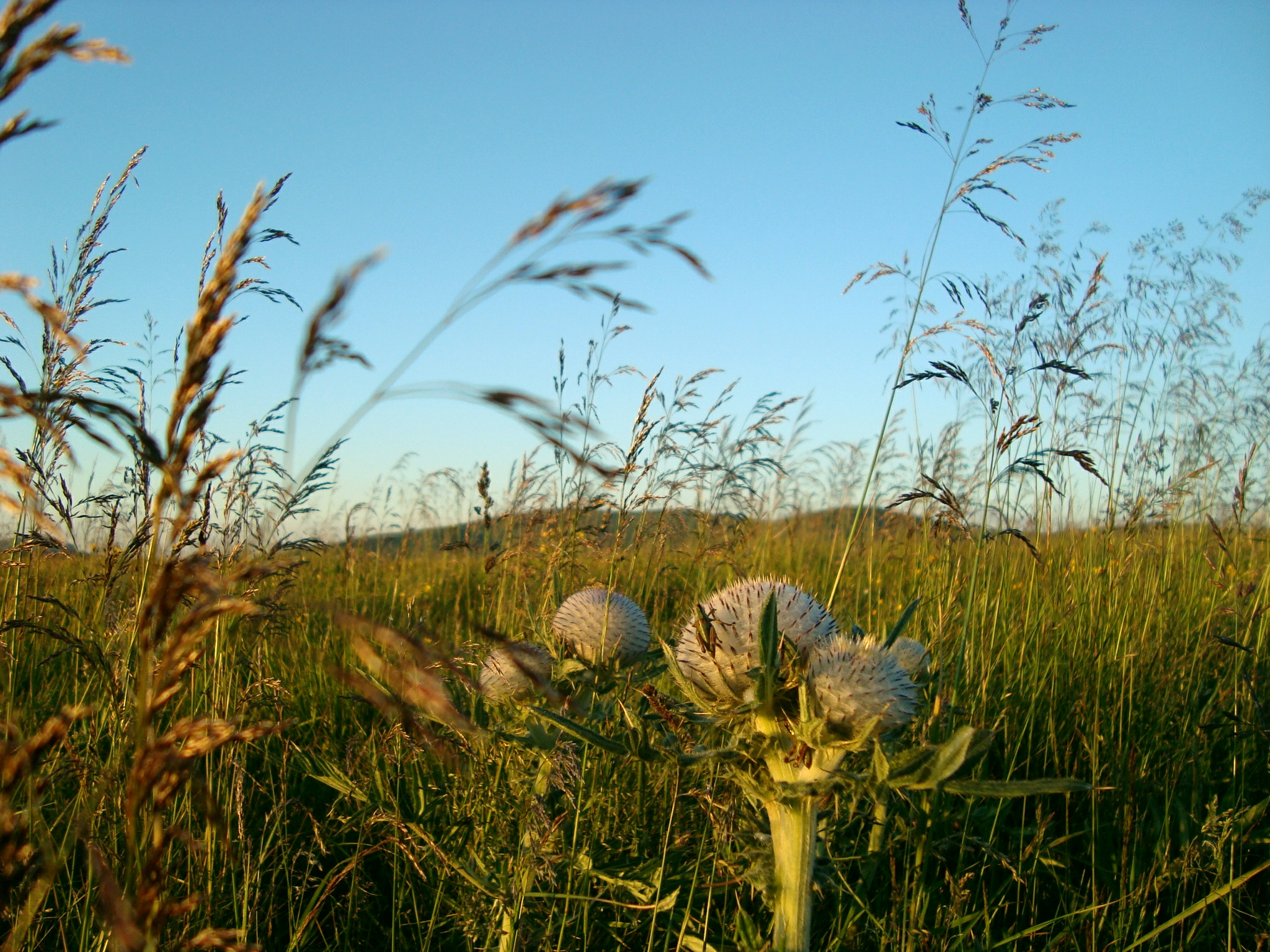